# Ципиља
Ципиља (рус. Ципиля) малено је слатководно језеро глацијалног порекла смештено з северном делу Пустошког рејона, на југу Псковске области у Русији. Језеро се налази у басену реке Алоље са којом је повезано преко своје једине отоке, реке Ципљанке. Припада басену реке Великаје, односно басену Балтичког мора.
Акваторија језера обухвата површину од око 2,45 км² (245 хектара). Максимална дубина језера је до 6 метара, односно просечна од око 6 метра. Ка језеру се одводњава подручје површине 22,1 км². Површина језера лежи на надморској висини од 169,7 метара.